# 果戈里大街
果戈里大街是黑龙江哈尔滨南岗区中部的一条马路，西南起文昌街，东北止月牙街。长2642米，宽16-29米。

## 历史

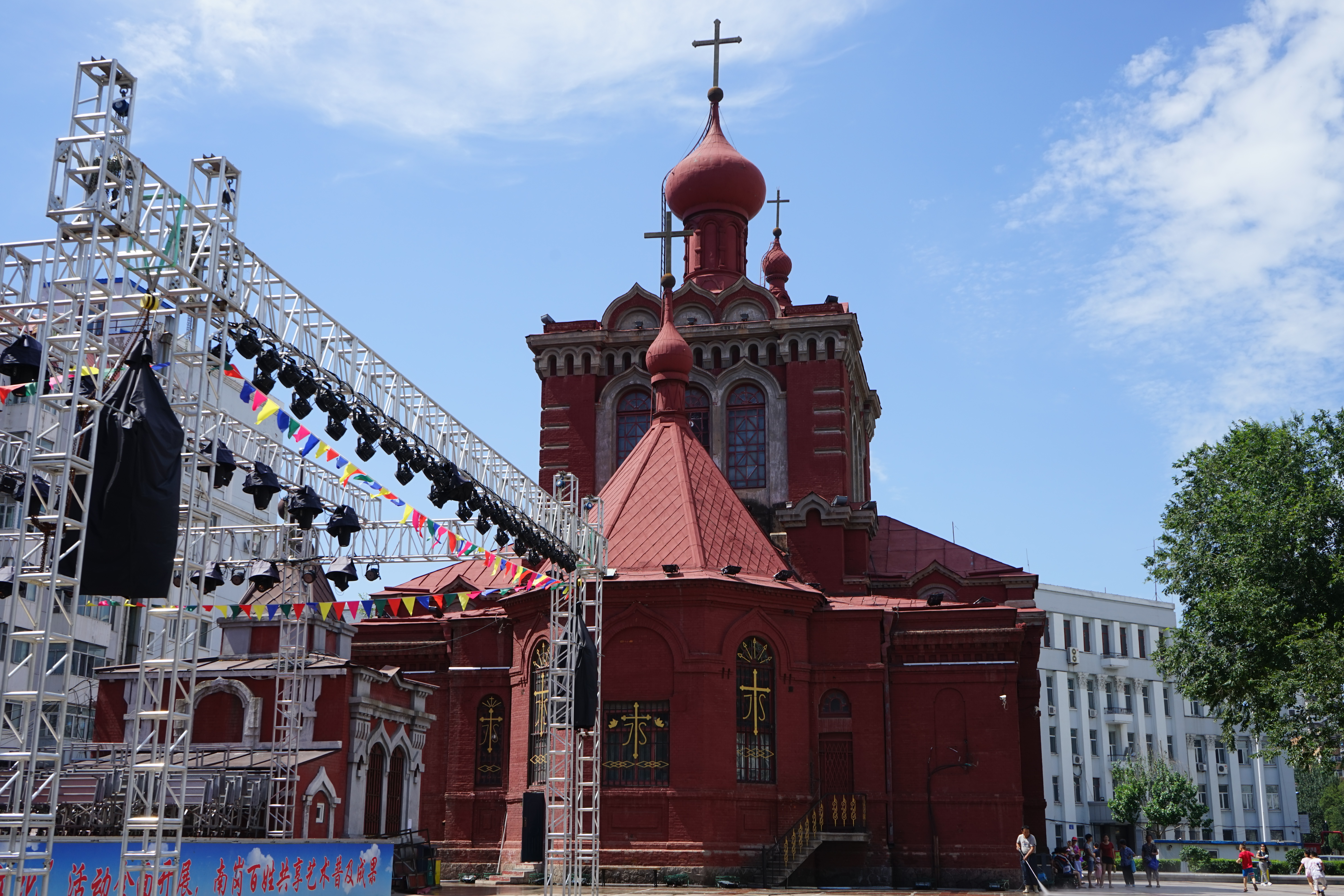
圣·阿列克谢耶夫教堂，位于果戈里大街、士课街交界处

果戈里大街开辟于1901年，分别命名为新商务街和果戈里街。1925年改称为义州街和国课街。1958年，根据毛泽东察黑龙江时题词而改称奋斗路。2003年，恢复果戈里大街原名。